# 名和町
名和町（なわちょう）は、かつて鳥取県の西部にあった町である。西伯郡に属した。
2005年（平成17年）3月28日に合併により大山町となり、町役場は大山町役場本庁舎となっている。

## 歴史
- 1954年（昭和29年）4月1日 - 庄内村・名和村・御来屋町・光徳村が合併して名和町が発足。
- 2005年（平成17年）3月28日 - 中山町・大山町と合併して、改めて大山町が発足[1]。同日、名和町も廃止となった。

## 行政
町長、助役、収入役は以下の通り。

### 町長
- 木下昇[2][3]

### 助役
- 大森幸夫[2]

### 収入役
- 金田繁義[2]

## 姉妹都市・提携都市
- 広島県呉市

## 経済

### 産業
1958年に刊行された『鳥取県大鑑』によると、主な産物（年産高）は米14.274石、麦4.641石、梨130.000貫、蚕繭28.208貫、甘藷400.000貫、菜種800石、家畜2.000貫。

## 地域

### 教育
- 名和町立名和中学校

現在は大山町立
- 名和町立名和小学校
- 名和町立光徳小学校
- 名和町立庄内小学校

2006年4月1日に上記の3小学校は統合されて大山町立名和小学校となる。

## 交通

### 鉄道
- JR山陰本線 御来屋駅 名和駅

### 道路
- 町内を通る高速道路はない（合併後に名和淀江道路が開通）。
- 町内を通る一般国道：国道9号
- 町内を通る県道:
  - 鳥取県道36号名和岸本線
  - 鳥取県道54号豊房御来屋線
  - 鳥取県道240号旧奈和西坪線
  - 鳥取県道241号名和名和停車場線（現：大山町道）
  - 鳥取県道277号豊房名和線

## 名所・旧跡・観光スポット・祭事・催事
- 名和神社

## 出身人物
- 国谷亨（衆議院議員）
- 竹口大紀（大山町長）